# Begaljica
Begaljica (en serbe cyrillique : Бегаљица) est une localité de Serbie située dans la municipalité de Grocka et sur le territoire de la ville de Belgrade. Au recensement de 2011, elle comptait 3 029 habitants.
Le monastère de Rajinovac est situé dans les faubourgs sud de Begaljica.

## Géographie

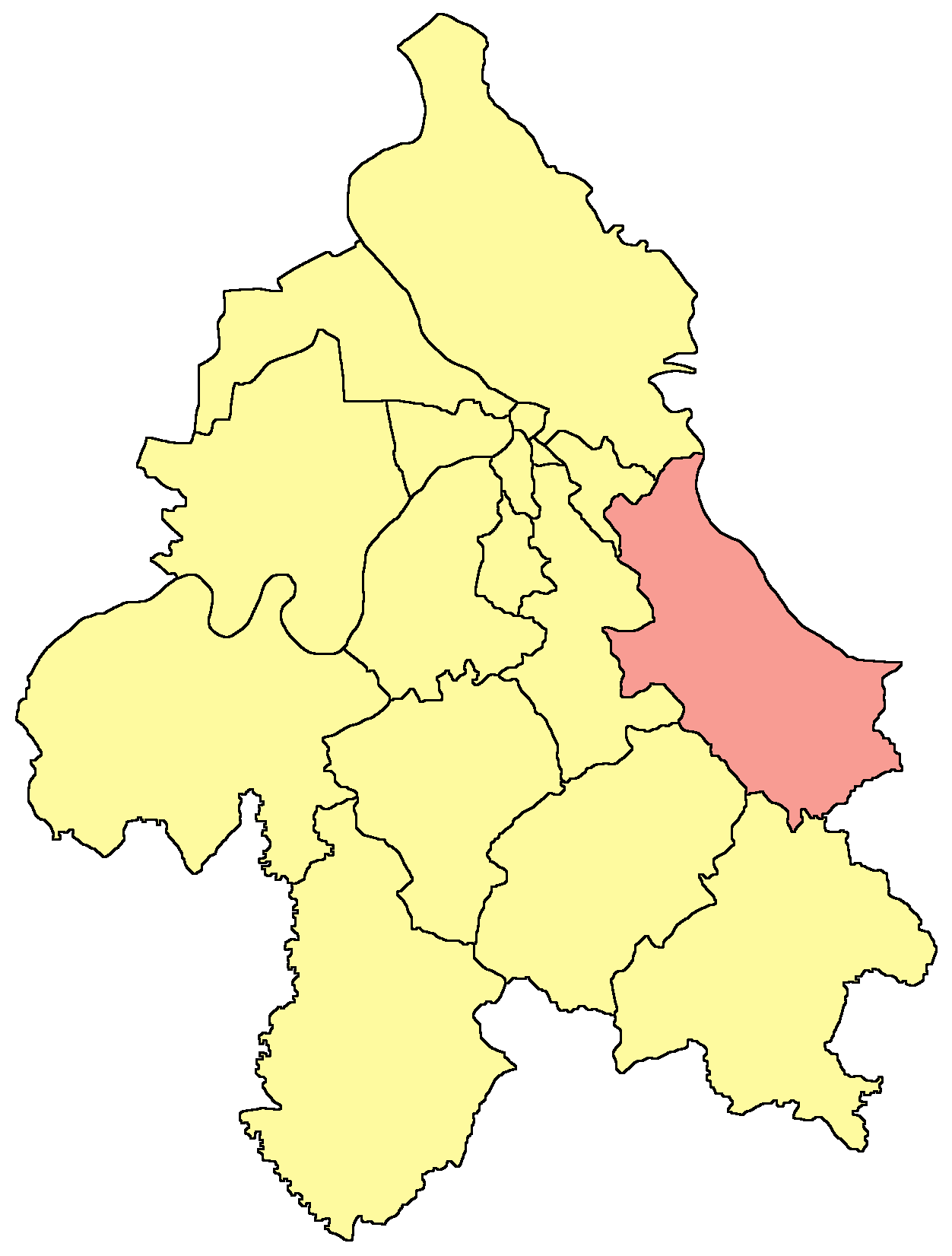
Localisation de la municipalité de Grocka dans la Ville de Belgrade

Begaljica, officiellement classée parmi les villages de Serbie, est située dans la région de Podunavlje, au nord de la Šumadija. Elle se trouve à 5 km de Grocka et à 35 km à l'est du centre-ville de Belgrade.

## Histoire

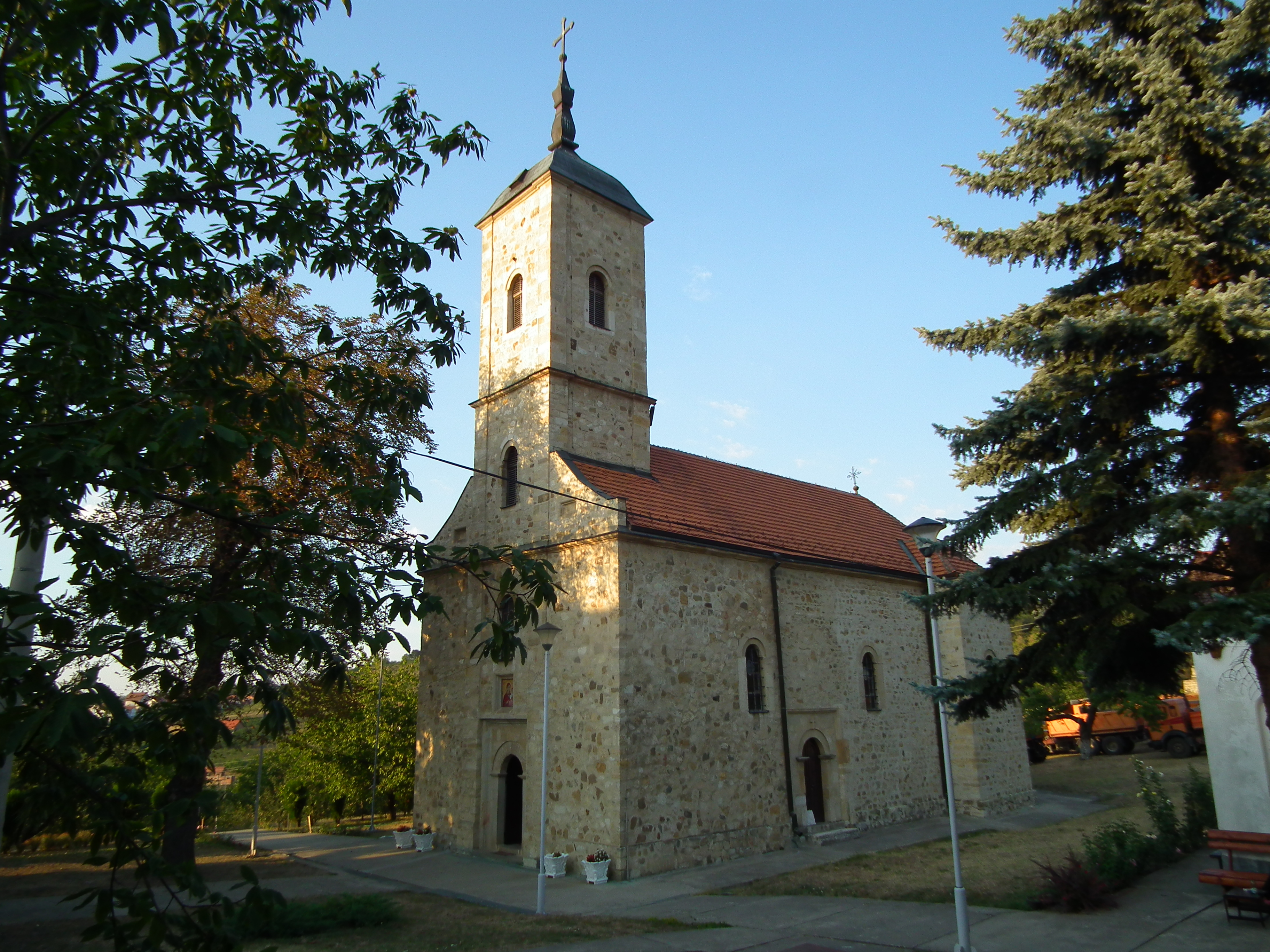
Le monastère de Rajinovac.

Le site de Vinča-Belo brdo est situé à proximité de la localité, près de Vinča et remonte à environ 5 700 av. J.C., avec des découvertes caractéristiques des cultures de Starčevo et de Vinča, ; Vinča-Belo brdo est aujourd'hui inscrit sur la liste des sites archéologiques d'importance exceptionnelle de la république de Serbie. Sur le territoire de l'actuelle Begaljica, les archéologues ont mis au jour des vestiges datant de l'âge du bronze et de la période romaine. Une statue en marbre remontant à la dynastie des Sévères a été retrouvée dans la localité,, ainsi que des pièces de monnaie en argent datant de Trajan et de Philippe l'Arabe.
Après la chute de Belgrade le 28 août 1521, le sultan Soliman le Magnifique occupa Belgrade et ses environs. La Serbie centrale fut alors intégrée au sandjak de Smederevo, une subdivision de l'eyalet de Budin. Begaljica, alors connue sous le nom de Begaljevo, est mentionnée pour la première fois dans un defter ottoman datant de 1528 ; le village comptait alors 5 foyers et un monastère dédié à saint Rajko (Rajinovac), situé sur une hauteur,. Le defter de 1530 mentionnait 14 foyers, celui de 1536 17 foyers et, en plus de Rajinovac, un monastère dédié à saint Todor ; en 1560, en plus de Rajinovac, était mentionné un monastère dédié à saint Pierre dont nous ne savons rien.
Pendant la période ottomane, Begaljica, comme Belgrade, était constamment menacée en raison des guerres austro-turques.
En 1688, pendant la grande guerre turque, après la prise de Belgrade, les Habsbourgs prirent le contrôle d'une grande partie de la Serbie actuelle mais les Autrichiens durent engager toutes leurs forces dans la guerre de Neuf Ans, et les Ottomans reprirent la ville en 1690, mettant ainsi un terme à l'éphémère conquête de la Serbie. Après le siège de 1717, les Autrichiens reconquirent Belgrade et créèrent un royaume de Serbie qui dura de 1718 à 1739 ; les villages des environs, désertés d'une partie de leurs habitants, furent temporairement repeuplés par des familles allemandes venues de Worms et de Styrie ; ce fut le cas de Begaljica qui, sous administration autrichienne, était appelée Bigaliza. En 1732, Begaljica faisait partie de la paroisse orthodoxe de Rajinovac et comptait 20 foyers. L'archimandrite Spiridon Vitković est mentionné comme le prieur des monastères de Rakovica et de Rajinovac, ce qui indique probablement que Rajinovac était déserté à cette époque et avait été placé sous son administration.
Pendant le premier soulèvement serbe contre les Ottomans (1804-1813), Begaljica faisait partie de la nahija de Grocka qui était dirigée par le prince (oborknez) Stevan Andrejić Palalija, qui fut assassiné par les janissaires lors du massacre des princes (1804), ; le prince fut enterré au monastère de Rajinovac. Après le second soulèvement serbe (1815) et après la création de la principauté de Serbie, autonome vis-à-vis de l'Empire ottoman, la stabilité favorisa le développement du village. En 1818, Begaljica comptait 51 foyers et 52 en 1822. L'écrivain Joakim Vujić traversa le village en 1827 et nota que les trois paroisses de Rajinovac (Begaljica, Kamendol et Umčari) comptaient 89 foyers et 1 212 habitants.
En 1845, la communauté locale demanda le transfert de l'école du monastère de Rajinovac dans le village lui-même, ce qui fut réalisé en 1846. En 1846, Begaljica comptait 81 foyers et 544 habitants. En 1921, le village comptait 380 foyers et 2 259 habitants.

## Démographie

### Évolution historique de la population
| 1948  | 1953  | 1961  | 1971  | 1981  | 1991  | 2002  | 2011  |
| ----- | ----- | ----- | ----- | ----- | ----- | ----- | ----- |
| 3 175 | 3 301 | 3 449 | 3 604 | 3 842 | 3 880 | 3 255 | 3 029 |

|  |

### Données de 2002
Pyramide des âges (2002)
En 2002, l'âge moyen de la population était de 39,6 ans pour les hommes et 42,9 ans pour les femmes.
Répartition de la population par nationalités (2002)
En 2002, les Serbes représentaient 96,68 % de la population et les Roms 1,10 %.

### Données de 2011
En 2011, l'âge moyen de la population était de 42,6 ans, 41,4 ans pour les hommes et 43,8 ans pour les femmes.

## Économie
L'activité essentielle de Begaljica est l'agriculture. La localité se trouve au centre d'une des plus importantes régions fruitières de Serbie (pommes, pêches, abricots, cerises etc.).
L'industrie mécanique Elkom primat est située dans le village.

## Tourisme
Le monastère de Rajinovac situé sur le territoire de Begaljica, remonte au XVIe siècle ; il est aujourd'hui inscrit sur la liste des monuments culturels de grande importance de la république de Serbie,.

## Personnalités
Le peintre Milosav Jovanović est né en 1935 à Begaljica.